# Hemerocallis 'Ribbonette'
Hemerocallis 'Ribbonette' — сорт многолетних травянистых растений рода Лилейник (лат. Hemerocallis).
Используется в качестве декоративного садового растения.

## Характеристика сорта
Диплоид.
Высота куста около 86 см.
Корни мясистые.
Листья многочисленные, линейные.
Цветки розово-кремовые с зеленоватым горлом, диаметром до 12 см. Раскрыты один день. Аромат отсутствует.
Среднего срока цветения.

## В культуре
Рекомендуется высаживать в местах освещённых солнцем или в полутени.
Почва: хорошо дренированная, умеренно влажная, плодородная. Кислотность почвы от 6,1 до 7,8 pH.
Зоны морозостойкости (USDA-зоны): от 3a до 9b.